# Leo Gibraltar Football Club
Leo Football Club fue un club de fútbol de Gibraltar que militó en la Segunda división de El Peñon. El club jugó además en la Rock Cup y en la Copa de la Segunda división de Gibraltar.

## Historia
El club nació en el año 2008 bajo el nombre de Leo Santos & Sons (Leo Santos e hijos) y desde entonces ha jugado en la Segunda división sin conseguir ascenso alguno. El club se disolvió el 13 de agosto de 2019.

### Temporada 2008-09
En la temporada inaugural el club jugó la Segunda división 2008-09 en donde se ubicó 5° ganando 7 partidos empatando 2 y perdiendo solo 4 encuentros durante la temporada el club marco tan solo 28 goles y recibió 24 tantos. Además de la Liga el club jugó también la Rock Cup 2009 donde quedó eliminado en los penales por 6 a 5 luego de empatar 0 a 0 contra St. Joseph's Athletic en los 90 minutos. 
```
3.St. James Athletic 13 7 2 4 35-19   23 
4.Rock Cosmos 13 7 2 4 35-19   23 

5.Leo Santos & Sons 13 7 2 4 28-24   23
 
6.Lions FC 13 7 1 5 50-34   22 
7.Wanderers FC 13 8 0 5 36-27   21
```

### Temporada 2009-10
En la temporada 2009-10 el club terminó 6° en la Liga empeorando el resultado de la temporada anterior, por otro lado en la Rock Cup 2010 el club alcanzó la segunda ronda mejorando la producción de la temporada anterior. El club venció en la primera ronda a Manchester Utd Res. por 3 a 0 antes de caer eliminado en la segunda ronda a manos de Glacis United por 3 a 0. En una increíble campaña el club alcanzó las semifinales de la Copa de Segunda División  2010 luego de vencer en la primera ronda a Europort Isolas por 2 a 1; en la segunda ronda eliminó a FC Britannia XI por 1 a 0 antes de caer eliminado ante Lynx F.C.
```
5.Chelsea Beacon Press 13 7 2 4 37-27   23

6.Leo Santos & Sons 14 7 1 6 28-21   22

7.Lions FC 14 7 0 7 26-25   21
```

### Temporada 2010-11
En la temporada 2010-11 el club cambió de nombre pasando de ser Leo Santos & Sons a ser Leo Santos. En la Liga el club se ubicó 7° empeorando aún más la producción de la temporada pasada. En la Rock Cup 2011 el club quedó eliminado en la segunda ronda a manos de St. Joseph's.
```
 6.Chelsea FC 22 11 4 7 63-40   37
 
7.Leo Santos 22 10 5 7 41-26   35

 8.Lions FC 22 8 3 11 37-33   27
```

### Temporada 2011-12
Para esta temporada el club volvió a cambiar su denominación de Leo Santos a Leo Parrilla. En la Liga  el club volvió a terminar 7°. En la Rock Cup 2012 el club no progresó más allá de la primera ronda
```
 6.Chelsea FC 18 6 3 9 30-41   21
 
7.Leo Parrilla 18 5 5 8 21-32   20

 8.Red Imps FC 18 4 2 12 24-53   14
```

### Temporada 2012-13
El club alcanzó la octava ubicación el la Liga, la peor hasta ese momento en su historia. En la Rock Cup 2013 el club sobrepaso la primera ronda luego de vencer por 3 a 2 a Cosmos College; en la segunda ronda el club quedó eliminado a manos de la selección sub-15 de Gibraltar
```
 7.Boca Juniors 18 6 4 8 24-30   22 
 
8.Leo Parrilla FC 18 4 4 10 25-47   16
  
 9.Pegasus FC 18 3 3 12 24-50   12
```

### Temporada 2013-14
En la temporada 2013-14 el club se ubicó 9° en la Liga, mientras que en la Rock Cup 2014 el club cayó en la segunda ronda goleado por 7 a 0 a manos de Glacis United; esta temporada el club evadió la primera ronda en el sorteo. En la Copa de Segunda División  2010 el club cayó en los cuartos de final por 4 a 1 a manos de Red Imps; en esta temporada el club evadió la primera ronda en el sorteo.
| Pos. | Equipo       | J  | G | E | P  | GF | GC | DG  | Pts |
| ---- | ------------ | -- | - | - | -- | -- | -- | --- | --- |
| 8°   | Magpies      | 22 | 7 | 6 | 9  | 44 | 50 | -6  | 27  |
| 9°   | Leo Parrilla | 22 | 6 | 6 | 10 | 30 | 43 | -13 | 24  |
| 10°  | Red Imps     | 22 | 5 | 3 | 14 | 36 | 45 | -9  | 18  |

### Temporada 2014-15
Con el ingreso de Gibraltar en la UEFA la competitividad aumento y esto se notó claramente en la Segunda división; el club, que no se preparó para esto, terminó penúltimo. En la Rock Cup 2015 el equipo fue eliminado en primera ronda a manos de Gibraltar United por 1 a 0.
|  | Pos. | Equipo             | PJ | PG | PE | PP | GF | GC  | DG   | PTS |
|  | ---- | ------------------ | -- | -- | -- | -- | -- | --- | ---- | --- |
|  | 12.  | College Pegasus FC | 26 | 6  | 2  | 18 | 29 | 84  | -55  | 20  |
|  | 13.  | Leo Parilla FC     | 26 | 4  | 5  | 17 | 35 | 92  | -57  | 17  |
|  | 14.  | Cannons FC         | 26 | 3  | 0  | 23 | 21 | 131 | -110 | 9   |

### Temporada 2015-16
En la temporada 2015-16 el club se ubicó 7° recuperando algunas posiciones con respecto a temporadas anteriores. En la Rock Cup 2016 el club alcanzó la segunda ronda luego de eliminar por 2 a 0 a Boca Juniors en la primera ronda cayó por 1 a 0 frente a College 1975 en la segunda ronda. En la Copa de segunda división 2016 el club también alcanzó la segunda ronda luego de eliminar a Hound Dogs por 2 a 0 en la primera ronda cayó frente a Gibraltar Phoenix por 3 a 1 en la segunda ronda.
|  | Pos. | Equipo         | PJ | V  | E | D  | GF | GC | DG  | Pts. |
|  | ---- | -------------- | -- | -- | - | -- | -- | -- | --- | ---- |
|  | 6º   | Red Imps       | 22 | 11 | 1 | 10 | 45 | 37 | +8  | 34   |
|  | 7º   | Leo Parilla FC | 22 | 10 | 3 | 9  | 44 | 35 | +9  | 33   |
|  | 8º   | Boca Juniors   | 22 | 6  | 2 | 14 | 30 | 55 | −25 | 20   |

### Temporada 2016-17
El club se encuentra jugando en la Segunda División de Gibraltar 2016-17

## Fútbol sala

### Leo Bastion F.C.
En la temporada 2015-16 el club Jugó en la División 2 donde quedó 9° descendiendo a la División 3.